# Abu l-Atáhija
Az Abu l-Atáhija („a megszállottság atyja”, arabul أبو العتاهية – Abū l-ʿAtāhiya) néven ismert Abu Iszhák Iszmáíl ibn al-Kászim al-Anazi (arabul إسماعيل بن القاسم العنزي – Abū Isḥāq Ismāʿīl ibn al-Qāsim al-ʿAnazī; Ajn at-Tamr vagy Kúfa, 748 – Bagdad, 826. szeptember 16.) középkori arab költő, az aszketikus, vallásos költészet egyik kiválósága volt.

## Élete
Az Anajza törzshöz tartozó szegény család sarja volt. Apja köpölyöző volt, ő maga fiatal korában fazekaskodásból és agyagedények eladásából tartotta fenn magát. Pénz híján nem járhatott iskolába, ami költészetének egyszerűségén, mesterkéletlen stílusán jól látható. Korán elismert költővé vált: al-Mahdi kalifa (775-785), majd Hárún ar-Rasíd (786-809) vette pártfogásába. Már utóbbi uralkodása alatt váratlanul hátat fordított az evilági hívságoknak, aszkézisbe merült, és bár nem hagyott fel a költészettel, kizárólag vallási jellegű, szemlélődő verseket (zuhdijja) írt. A költője elvesztését fájlaló ar-Rasíd egy időre börtönbe vetette (elképzelhető, hogy eretnekség vádjával), de népszerűsége miatt rövidesen kegyelemben részesítette.

## Költészete
Bassár ibn Burd és Abu Nuvász mellett Abu l-Atáhija a klasszicizáló irányzattal szembeszálló ún. „iraki modernek” (muhdaszún vagy muvalladún) irányzatának egyik legkiemelkedőbb alakja volt, nevéhez több verstechnikai újítás is fűződik.
Megtéréséig bordalokat (hamrijja) és szerelmes verseket (gazal) írt, később viszont csak aszkétikus, misztikus verseket költött. Ezek főtémája az elkerülhetetlen pusztulás, illetve a gazdagok támadása volt, de általános erkölcsi iránymutatásokat követve nem kötődött szorosabban egyik vallási irányzathoz sem. Dívánját ezekből a költeményeiből állították össze.